# Ark Area
Ark Area è un videogioco arcade uscito nel 1987, di tipo sparatutto a scorrimento multidirezionale, prodotto da UPL Corporation, che l'ha diffuso esclusivamente in Giappone. È il sequel di Nova 2001.

## Modalità di gioco
Il giocatore controlla una navicella che ha il compito di difendere la Terra da astronavi aliene. L'azione si svolge per 23 livelli, tutti piuttosto brevi. Si usano un joystick a 8 direzioni, per gli spostamenti, e un tasto, che serve a sparare. Molti nemici comuni rilasciano power-up una volta distrutti. In questo gioco i vari boss riappaiono tutti più volte; alcuni livelli peraltro ne sono privi, mentre nell'atto finale bisognerà affrontare i quattro boss più grossi, in successione. Le vite a disposizione sono inizialmente 3, aumentabili al raggiungimento di determinati punteggi.